# Wigandia crispa
Wigandia crispa är en strävbladig växtart som först beskrevs av Hipólito Ruiz López och Pav., och fick sitt nu gällande namn av Carl Sigismund Kunth. Wigandia crispa ingår i släktet Wigandia och familjen strävbladiga växter. Inga underarter finns listade i Catalogue of Life.